# Indira Gandhi International Airport

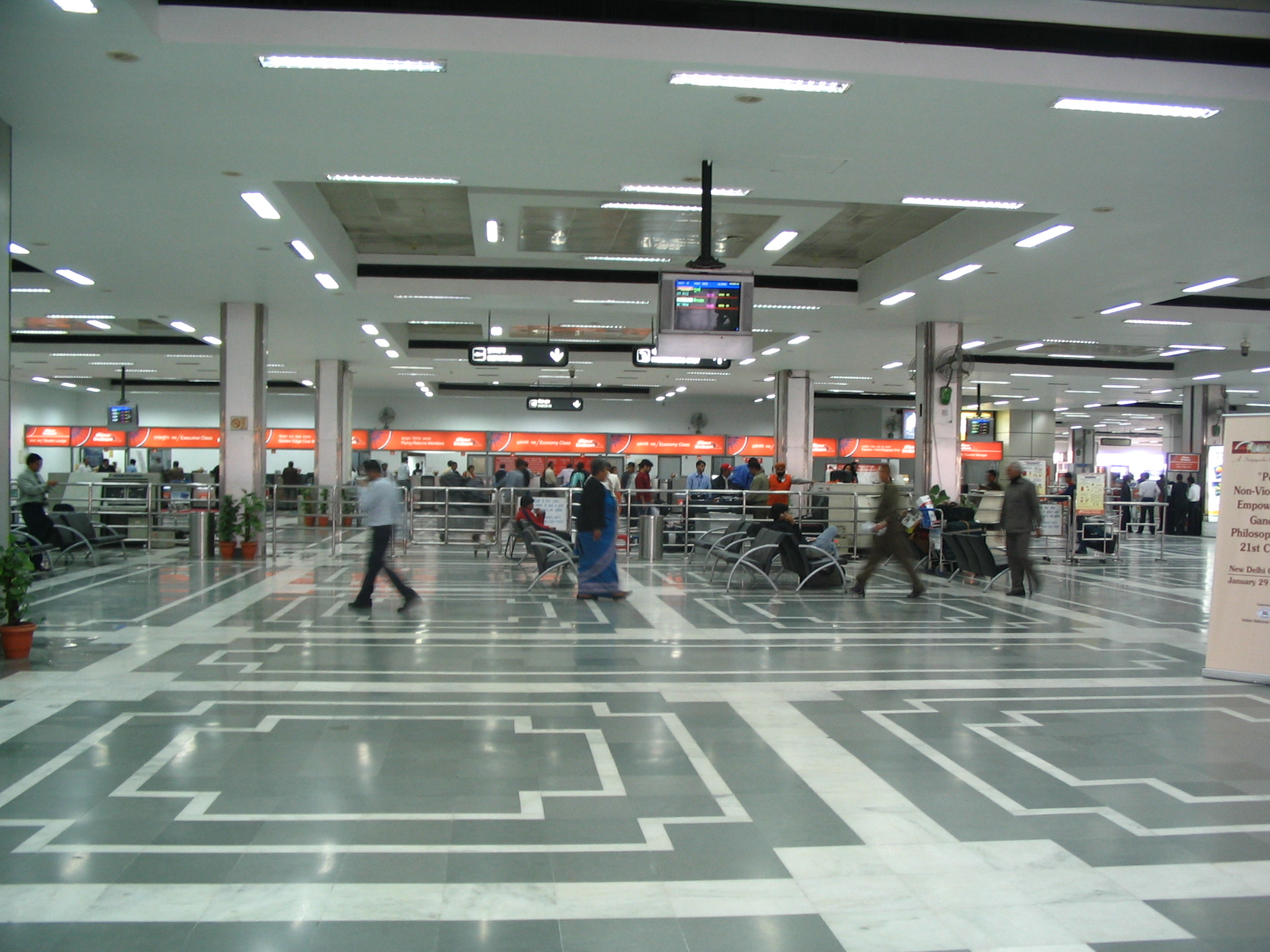
Check-in gebied van terminal 1A

Indira Gandhi International Airport (Hindi: इंदिरा गांधी अंतरराष्ट्रीय हवाई अड्डा), oorspronkelijk Palam Airport genaamd, is een vliegveld bij New Delhi, India. De luchthaven is vernoemd naar de voormalige eerste minister Indira Gandhi.
Het vliegveld is het drukste in India qua passagiers en was tot eind 2015 het op een na drukste na Mumbai qua cargo. Sinds 2016 is de luchthaven ook hier Indiaas marktleider. Het vliegveld wordt momenteel gerund door Delhi International Airport Limited.

## Geschiedenis
Het vliegveld stond voorheen bekend als Palam Airport naar de locatie van de luchthaven in Palam. Het werd gebouwd tijdens de Tweede Wereldoorlog en diende toen als militaire basis voor de Indian Air Force. In 1962 werd het een vliegveld voor burgerluchtvaart. Het nam die positie over van Safdarjung Airport vanwege een toename van het verkeer.
Op 2 mei 1986 werd de luchthaven uitgebreid met terminal 2 die vier keer groter was dan de oude Palam-terminal. Rond dezelfde tijd werd het vliegveld hernoemd tot Indira Gandhi International (IGI) Airport. De oude Palam-terminal staat nu bekend als terminal 1, en wordt enkel nog gebruikt voor binnenlandse vluchten. De terminal is opgesplitst in drie delen.
Op 2 mei 2006 ging het beheer van de luchthaven over naar Delhi International Airport Limited (DIAL). Dit consortium bestond toen uit GMR Group (belang: 50,1%), Fraport AG (10%), Malaysia Airports (10%), India Development Fund (3,9%) en de Airports Authority of India behield een belang van 26%. In mei 2015 verkocht Malaysia Airports het belang aan GMR voor US$ 79 miljoen.
Door de snel groeiende luchtvaartindustrie in India kon het vliegveld al snel niet meer aan de enorme vraag voldoen. In 2010, toen India gastheer was van de Gemenebestspelen, werd terminal 3 geopend. De capaciteit werd hierdoor verhoogd naar 62 miljoen passagiers op jaarbasis.
In het gebroken boekjaar 2018/19 maakten 69 miljoen passagiers gebruik van de luchthaven en werd iets meer dan 1 miljoen ton aan goederen verwerkt. Het aantal vliegtuigbewegingen lag op zo'n 460.000.

## Incidenten
- 25 januari 1970 - Royal Nepal Airlines Fokker F27-200 (9N-AAR) stort neer op het vliegveld door zwaar weer bij de landing.[3]
- Op 12 november 1996 was het vliegveld het scenario van de vliegtuigbotsing bij Charkhi Dadri.
- Op kerstavond 1999 werd Indian Airlines-vlucht 814, die zojuist was vertrokken vanuit Nepal, gekaapt. Het gekaapte vliegtuig deed onder andere Indira Gandhi International Airport aan.